# ル・バルカレス
ル・バルカレス （Le Barcarès、カタルーニャ語:El Barcarès）は、フランス、オクシタニー地域圏、ピレネー＝オリアンタル県のコミューン。県都ペルピニャンの北22kmのところにあり、コミューン内のポール・バルカレスは海のリゾート地である。

## 歴史

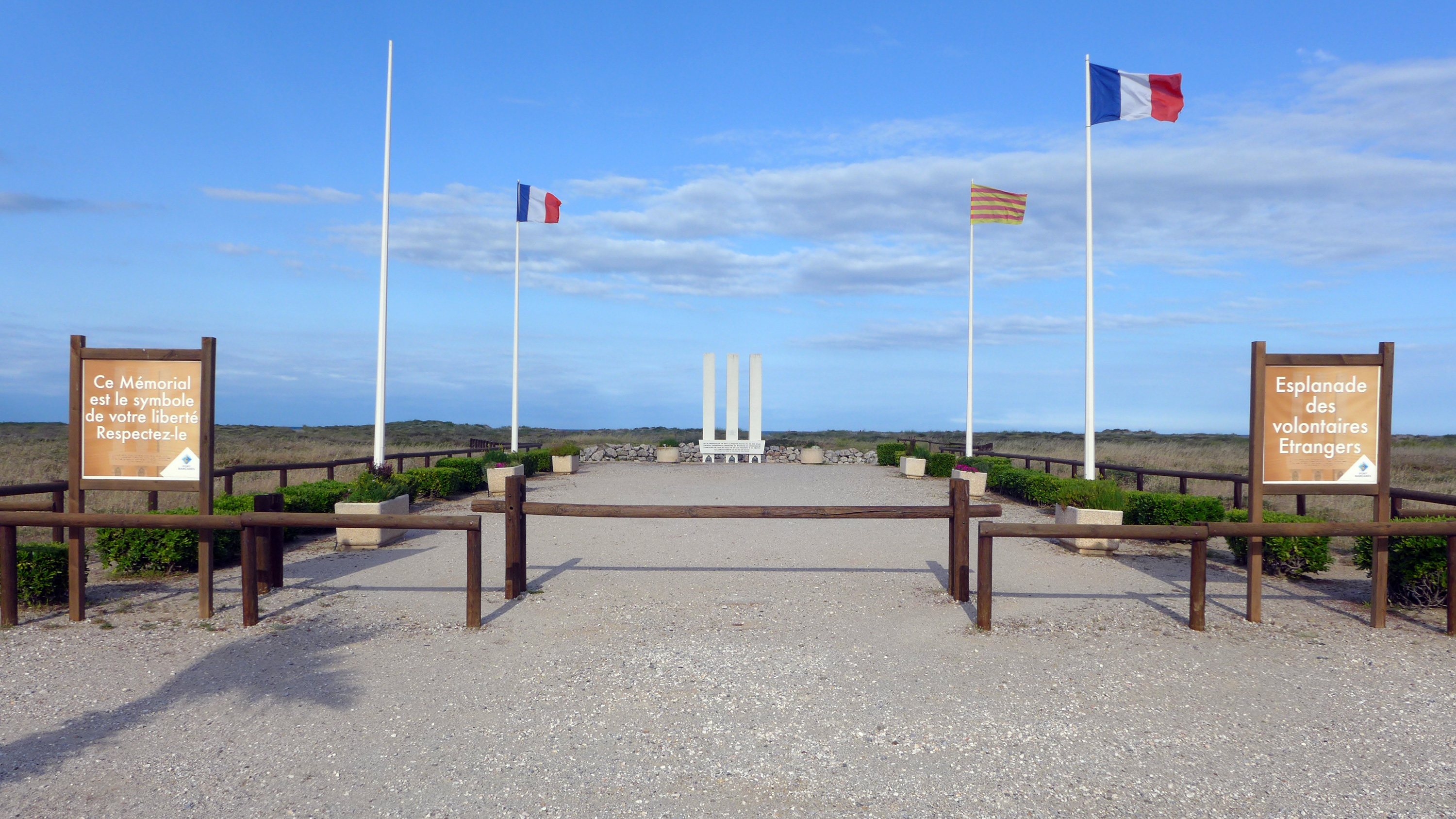
1939年にあったスペイン人収容所跡の記念碑

地中海とルカート湖に挟まれた細長い土地は、長い間不健康で人もまばらであった。14世紀に近づくと、テンプル騎士団がサランク地方の土地の一部を干拓し、バルカレスのいわばリド島のような地形は技術の不足から取り残された。
この地への関心は17世紀に始まった。1659年にピレネー条約が結ばれ、ピレネー山脈の国境が移動した。当時、輸送手段を伴うアリー川谷の経済が成長した。バルカレスの中には港があった。隣のサン＝ローラン＝ド＝ラ＝サランクに自然に依存するかたちで、この港から多くの物資が輸出された。ワイン、油、果物、魚、そして価格の安定した塩である。
徐々に発展していったル・バルカレスは19世紀には主要な漁港となった。ここには有名なカタルーニャ船を建造するための独自の造船所があった。また同じ時代、海辺の海水浴が流行した。多くの家族連れが夏に海岸で過ごした。ル・バルカレスは20世紀にコミューンとなった。

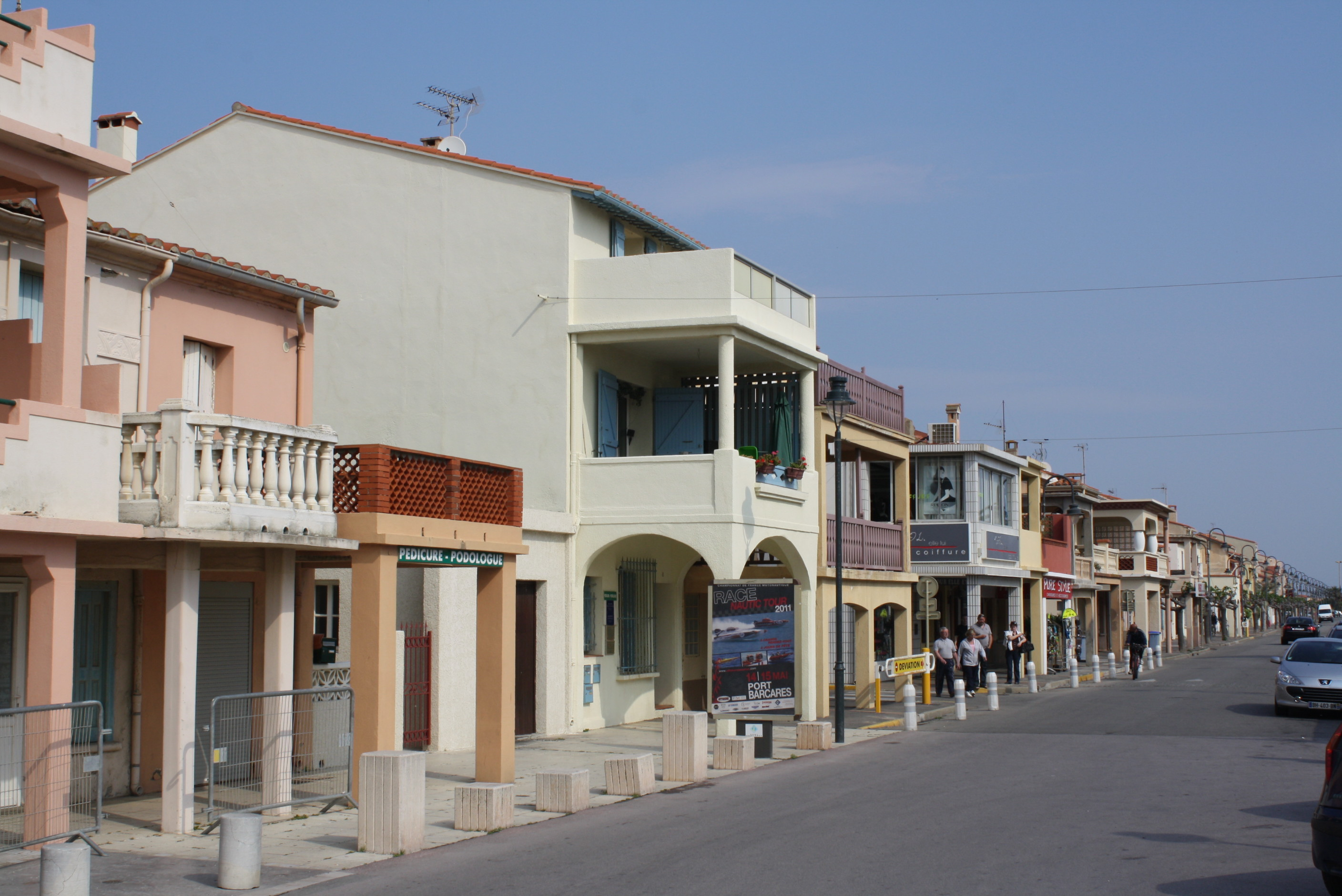
ル・バルカレス

ル・バルカレスの現代史はスペイン内戦末期の1939年に焦点が当てられる。数万人ものスペイン共和主義者が国境を越え、フランス当局によって収容所へ入れられた。のちヴィシー政権ができると彼らは外国人強制収容所へ集められた · 。
1960年代のラングドック＝ルシヨン地域圏沿岸観光開発省庁間ミッション（fr）によってリゾート地として発展した。

## 人口統計
| 1962年 | 1968年 | 1975年 | 1982年 | 1990年 | 1999年 | 2006年 |
| ------ | ------ | ------ | ------ | ------ | ------ | ------ |
| 775    | 1197   | 1347   | 2208   | 2422   | 3514   | 4033   |

参照元:INSEE